# خیابان فرصت شیرازی
خیابان فرصت شیرازی با شماره‌گذاری معابر خیابان ۵۸۴ تهران یکی از خیابان‌های تهران است که در مناطق ۲ و ۶ شهرداری تهران واقع شده است و جهت شرقی-غربی دارد. خیابان فرصت شیرازی از شرق، از خیابان کارگر شروع شده و در غرب به خیابان توحید ختم می‌شود. نام این خیابان برگرفته از نام فرصت‌الدوله شیرازی، شاعر، نویسنده، نقاش، سیاح، موسیقی‌دان و ادیب اهل ایران است که در شعر «فرصت» تخلص می‌کرد و به فرصت شیرازی معروف است.